# Czaromuszki (obwód mohylewski)
Czaromuszki (biał. Чаромушкі; ros. Черёмушки) – wieś na Białorusi, w obwodzie mohylewskim, w rejonie mohylewskim, w sielsowiecie Kadzina, w pobliżu Dniepru i granic Mohylewa.